# Almería
Almería este capitala provinciei Almería în Andaluzia, Spania. Orașul este situat pe coasta Mării Mediterane, cu o populație de 193.351 de locuitori în 2014.

## Personalități născute aici
- Nieves Navarro (n. 1938), actriță.